# Ciężary procesowe
Ciężary procesowe – powinności nałożone na strony postępowania, których niewykonywanie wywołuje dla nich negatywne konsekwencje procesowe.